# Ambulancechauffeur
Een ambulancechauffeur is in Nederland een bestuurder van een ambulance. Hij is onderdeel van een team dat bestaat uit een ambulancechauffeur en een ambulanceverpleegkundige. Dit team krijgt zijn opdrachten van de meldkamer ambulancezorg.

## Taken
De chauffeur heeft een op spoedvervoer gerelateerde rijopleiding gehad en is verantwoordelijk voor de technische staat van de auto. Hij is in staat kleine reparaties en controles uit te voeren aan de ambulance.
Tijdens een hulpverlening verzorgt de ambulancechauffeur de communicatie met andere hulpverleningsdiensten waaronder de meldkamer, politie, brandweer, EHBO'ers, huisarts en Mobiel Medisch Team.
De bestuurder is geschoold om de verpleegkundige te kunnen assisteren. Ook het begeleiden van de patiënt, familie en omstanders is onderdeel van de functie.

## Opleiding
Een ambulancechauffeur heeft een opleiding gevolgd bij een door het College Zorg Opleidingen (CZO) geaccrediteerde opleidingsinstelling. Er zijn anno 2018 slechts twee instellingen die de opleiding aanbieden: ACM Opleidingen (een onderdeel van het Witte Kruis) en de Academie voor Ambulancezorg te Harderwijk, de opvolger van de vroegere Stichting Opleidingen Scholingen Ambulancehulpverleners (SOSA). Er werd daarom vroeger ook gesproken van de SOSA-opleiding. Voor de opleiding tot ambulancechauffeur moet men minstens over een mbo-diploma van niveau 3 en een rijbewijs voor het te besturen ambulancevoertuig (categorie B of C) beschikken. Personen die niet over minstens een mbo-diploma niveau 3 beschikken, kunnen toegelaten worden na een toelatingsproef. De opleiding tot ambulancechauffeur bestaat uit een theoretisch deel van minstens 240 uren en een praktisch stagedeel van minstens 875 uren. De theorie bestaat uit een medisch-assisterend deel waarin de ambulancechauffeur leert de ambulanceverpleegkundige te assisteren, en een vervoerstechnisch deel waarin onder andere rijvaardigheid, technische kennis en het rijden als voorrangsvoertuig aan bod komen. Voor de stage moet de kandidaat-ambulancechauffeur een leerarbeidsovereenkomst hebben met een Regionale Ambulancevoorziening (RAV), waar hij minstens 24 uren per week tewerkgesteld moet zijn. Naast de basisopleiding bieden beide instellingen ook bij- en nascholingen aan voor ambulancechauffeurs.
De ambulancechauffeur krijgt verder ook opleiding binnen de eigen Regionale Ambulancevoorziening. Tijdens deze trainingen worden verschillende deelvaardigheden getraind, waarna jaarlijks een individuele bekwaamheidsverklaring wordt afgegeven door de medisch manager ambulancezorg van de RAV.

## België
De ambulancehulpverlening in België anders georganiseerd; daar bestaat het aparte beroep van 'ambulancechauffeur' niet. In België worden gewone ambulances voornamelijk bemand door twee hulpverlener-ambulanciers (of soms een ambulancier en verpleegkundige). Belgische hulpverlener-ambulanciers staan zowel in voor het besturen van de ambulance als voor de zorg aan de patiënt. Naast gewone ambulances bestaan er in België ook zogenaamde Paramedische Interventieteams (PIT) die bemand worden door een hulpverlener-ambulancier en een spoedverpleegkundige, en Mobiele Urgentiegroepen (MUG) die bestaan uit een team van een spoedarts en spoedverpleegkundige. Een MUG is verbonden aan de spoedafdeling van een ziekenhuis, net zoals de meeste PIT's.
Sinds 1 september 2020 wordt ook de paramedische beroepstitel ambulancier niet-dringend patiëntenvervoer gebruikt in België (het KB trad reeds een jaar eerder in werking).